# Kastanjevleugellijstergaai
De kastanjevleugellijstergaai (Pterorhinus berthemyi, synoniem Garrulax berthemyi) is een zangvogel uit de familie Leiothrichidae.

## Verspreiding en leefgebied
Deze soort komt voor in zuidelijk-centraal en zuidoostelijk China. 

## Status
De grootte van de populatie is niet gekwantificeerd maar de soort wordt omschreven als schaars tot plaatselijk vrij algemeen. Op de Rode lijst van de IUCN heeft deze soort de status niet bedreigd.